# Paweł Gil (sędzia piłkarski)
Paweł Gil (ur. 28 czerwca 1976 w Lublinie) – polski ekonomista i były sędzia piłkarski.

## Kariera sędziowska
W Ekstraklasie zadebiutował w 2. kolejce sezonu 2005/2006, 30 lipca 2005 roku meczem Korona Kielce – Odra Wodzisław Śląski (0-1).
Pierwszym większym turniejem międzynarodowym, w którym sędziował były mistrzostwa Europy do lat 17. Turniej rozegrano między 6 a 18 maja 2009 roku w Niemczech, z udziałem ośmiu drużyn. Wcześniej Gil sędziował też drugi szczebel kwalifikacji do tych mistrzostw (Elite Round):
- 24 marca 2009, grupa 4, Dania  –  Norwegia (4-0) na stadionie Mora w Soustons
- 29 marca 2009, grupa 4, Białoruś  –  Norwegia (0-1) na stadionie Jean André Maye w Tarnos

W samych finałach prowadził następujące mecze:
- 6 maja 2009, grupa B, Niemcy  –  Turcja (3-1) jako arbiter techniczny, na Steigerwaldstadion w Erfurcie
- 9 maja 2009, grupa B, Niemcy  –  Anglia (4-0) na stadionie Ernst-Abbe-Sportfeld w Jenie
- 12 maja 2009, grupa A, Włochy  –  Francja (2-1) w Sportzentrum w Taucha
- 15 maja 2009, półfinał, Szwajcaria  –  Holandia (1-2) jako arbiter techniczny, w Grimma
- 18 maja 2009, finał, Holandia  –  Niemcy (1-2) jako arbiter techniczny, na stadionie w Magdeburgu

Dla 33-letniego Gila był to debiut w turnieju tej rangi.
Tuż po mistrzostwach Paweł Gil był głównym arbitrem meczu o Superpuchar Polski, który odbył się 25 lipca 2009 roku w Lubinie. W meczu na Dialog Arena spotkali się Wisła Kraków i Lech Poznań (1-1 k. 3-4). W meczu tym Gilowi asystowali Konrad Sapela i Radosław Siejka, a technicznym był Tomasz Radkiewicz.
W październiku 2010 roku sędziował mecz Japonia-Argentyna w ramach pucharu Cesarza Japonii.
W roku 2011 brał udział w finałach mistrzostw Europy do lat 19 odbywających się w Rumunii w dniach 20.07 – 01.08. Prowadził tam następujące mecze:
- 20 lipca 2011, grupa A Grecja  –  Irlandia (1-2) na stadionie Buftea w Buftea
- 23 lipca 2011, grupa B Serbia  –  Hiszpania (0-4) na stadionie Concordia w Chiajna

Paweł Gil prowadził także mecze w Lidze Europejskiej oraz spotkania reprezentacji narodowych. W 2011 roku został uhonorowany nagrodą „Kryształowy gwizdek” za sezon 2010/2011.
We wrześniu 2012 UEFA nominowała Pawła Gila razem z jego zespołem sędziowskim na sędziego głównego jednego z meczów w Lidze Mistrzów w fazie grupowej. Razem z Marcinem Borskim został wyznaczony na sędziego na tym szczeblu europejskich rozgrywek.
W grudniu 2012 UEFA nominowała Pawła Gila na sędziego głównego w turnieju mistrzostw Europy do lat 21. Dla sędziego z Lublina oznacza to, że przejdzie on przez poszczególne szczeble młodzieżowych europejskich turniejów (po meczach w Niemczech i Rumunii), teraz przychodzi czas na mecze w Izraelu. Turniej odbywa się w dniach 5–18 czerwiec.
W roku 2013 brał udział w finałach mistrzostw Europy do lat 21 odbywających się w Izraelu w dniach 05.06 – 18.06. Prowadził tam następujące mecze:
- 5 czerwca 2013, grupa A Izrael  –  Norwegia (2-2) na stadionie piłkarskim w Netanja [pokazał w tym meczu 4 żółte kartki, 1 czerwoną kartkę i wskazał na karny dla gospodarzy turnieju]

W sierpniu 2021 ogłosił zakończenie kariery sędziowskiej.

## Mecze sędziowane w Lidze Mistrzów UEFA
| Runda                | Data       | Mecz                                           |           |           |           |
| -------------------- | ---------- | ---------------------------------------------- | --------- | --------- | --------- |
| Faza grupowa         | 19.09.2012 | Szachtar Donieck 2 – 0 FC Nordsjælland         | 7 (3 + 4) | 0         | 0         |
| Faza grupowa         | 06.11.2012 | Paris Saint-Germain F.C. 4 – 0 Dinamo Zagrzeb  | 3 (1 + 2) | 0         | 0         |
| II runda eliminacji  | 23.07.2013 | Skënderbeu Korcza 1 – 0 Neftçi PFK             | 8 (3 + 5) | 1 (0 + 1) | 0         |
| III runda eliminacji | 06.08.2013 | Fenerbahçe SK 3 – 1 Red Bull Salzburg          | 4 (1 + 3) | 0         | 0         |
| III runda eliminacji | 30.07.2014 | HJK Helsinki 2 – 2 APOEL FC                    | 6 (2 + 4) | 1 (1 + 0) | 1 (1 + 0) |
| IV runda eliminacji  | 25.08.2016 | Manchester City F.C. 1 – 0 FC Steaua Bukareszt | 0         | 0         | 0         |
| III runda eliminacji | 02.08.2017 | BSC Young Boys 2 – 0 Dynamo Kijów              | 9 (2 + 7) | 0         | 1 (1 + 0) |
| Razem:               | Razem:     | 7                                              | 37        | 2         | 2         |

## Mecze sędziowane w Lidze Europy UEFA
| Runda                | Data       | Mecz                                           |            |           |           |
| -------------------- | ---------- | ---------------------------------------------- | ---------- | --------- | --------- |
| I runda eliminacji   | 02.07.2009 | Dinaburg FC 2 – 1 Nõmme Kalju                  | 5 (3 + 2)  | 1 (1 + 0) | 0         |
| III runda eliminacji | 30.07.2009 | Tromsø IL 2 – 1 Slaven Belupo                  | 1 (0 + 1)  | 0         | 1 (1 + 0) |
| II runda eliminacji  | 22.07.2010 | Dacia Kiszyniów 0 – 2 Kalmar FF                | 4 (3 + 1)  | 0         | 0         |
| III runda eliminacji | 04.08.2011 | Dinamo Tbilisi 2 – 0 Reykjavíkur               | 10 (4 + 6) | 1 (1 + 0) | 0         |
| Runda play-off       | 18.08.2011 | SC Braga 0 – 0 BSC Young Boys                  | 5 (1 + 4)  | 1 (0 + 1) | 0         |
| Faza grupowa         | 29.09.2011 | Malmö FF 1– 2 Austria Wiedeń                   | 3 (2 + 1)  | 0         | 0         |
| Faza grupowa         | 20.10.2011 | FC Zürich 1 – 1 S.S. Lazio                     | 2 (0 + 2)  | 0         | 0         |
| Round of 32          | 23.02.2012 | Athletic Club (Bilbao) 1 – 0 Lokomotiw Moskwa  | 8 (4 + 4)  | 1 (1 + 0) | 0         |
| II runda eliminacji  | 19.07.2012 | APOEL FC 2 – 0 FK Senica                       | 6 (2 + 4)  | 0         | 0         |
| III runda eliminacji | 02.08.2012 | Eskişehirspor 1 – 1 Olympique Marsylia         | 6 (2 + 4)  | 0         | 0         |
| Runda play-off       | 23.08.2012 | FC Dinamo Bukareszt 0 – 2 Metalist Charków     | 7 (3 + 4)  | 1 (0 + 1) | 0         |
| Faza grupowa         | 06.12.2012 | Tottenham Hotspur F.C. 3 – 1 Panathinaikos AO  | 2 (1 + 1)  | 0         | 0         |
| Round of 32          | 21.02.2013 | CFR 1907 Cluj 0 – 3 FC Internazionale Milano   | 3 (2 + 1)  | 1 (1 + 0) | 0         |
| Round of 16          | 14.03.2013 | Zenit Petersburg 1 – 0 FC Basel                | 8 (4 + 4)  | 1 (0 + 1) | 1 (1 + 0) |
| IV runda eliminacji  | 22.08.2013 | Hafnarfjarðar 0 – 2 KRC Genk                   | 4 (2 + 2)  | 0         | 1 (1 + 0) |
| Faza grupowa         | 19.09.2013 | FC Sankt Gallen 2 – 0 Kubań Krasnodar          | 5 (1 + 4)  | 1 (0 + 1) | 0         |
| Faza grupowa         | 24.10.2013 | Dinamo Zagrzeb 0 – 0 PSV Eindhoven             | 4 (1 + 3)  | 0         | 0         |
| Faza grupowa         | 28.11.2013 | Rapid Wiedeń 2 – 1 FC Thun                     | 4 (1 + 3)  | 0         | 0         |
| IV runda eliminacji  | 21.08.2014 | Zoria Ługańsk 1 – 1 Feyenoord                  | 4 (2 + 2)  | 0         | 0         |
| Faza grupowa         | 02.10.2014 | Dynama Mińsk 0 – 3 ACF Fiorentina              | 1 (0 + 1)  | 0         | 0         |
| Faza grupowa         | 06.11.2014 | Qarabağ Ağdam 1 – 2 Dnipro Dniepropetrowsk     | 6 (1 + 5)  | 0         | 0         |
| Faza grupowa         | 11.12.2014 | FK Partizan 0 – 0 Asteras Tripolis             | 7 (4 + 3)  | 0         | 0         |
| III runda eliminacji | 30.07.2015 | FK Rabotniczki Skopje 1 – 0 Trabzonspor Kulübü | 6 (2 + 4)  | 0         | 0         |
| IV runda eliminacji  | 20.08.2015 | Milsami Orgiejów 1 – 1 AS Saint-Étienne        | 6 (5 + 1)  | 1 (0 + 1) | 1 (0 + 1) |
| Faza grupowa         | 01.10.2015 | Sparta Praga 2 – 0 APOEL FC                    | 6 (2 + 4)  | 0         | 0         |
| Faza grupowa         | 22.10.2015 | S.S. Lazio 3 – 1 Rosenborg BK                  | 4 (3 + 1)  | 1 (1 + 0) | 2 (1 + 1) |
| Faza grupowa         | 26.11.2015 | Beşiktaş JK 2 – 0 Skënderbeu Korcza            | 2 (0 + 2)  | 0         | 0         |
| III runda eliminacji | 04.08.2016 | Brøndby IF 3 – 1 Hertha BSC                    | 4 (0 + 4)  | 0         | 0         |
| Faza grupowa         | 29.09.2016 | Olympiakos SFP 0 – 1 APOEL FC                  | 5 (3 + 2)  | 0         | 0         |
| Faza grupowa         | 03.11.2016 | Southampton F.C. 2 – 1 Inter Mediolan          | 4 (1 + 3)  | 0         | 1 (1 + 0) |
| IV runda eliminacji  | 24.08.2017 | SC Braga 3 – 2 Fimleikafélag Hafnarfjarðar     | 5 (2 + 3)  | 0         | 0         |
| Faza grupowa         | 28.09.2017 | AEK Ateny 2 – 2 Austria Wiedeń                 | 4 (3 + 1)  | 0         | 0         |
| Faza grupowa         | 02.11.2017 | Athletic Bilbao 1 – 0 Östersunds FK            | 6 (5 + 1)  | 1 (1 + 0) | 0         |
| Faza grupowa         | 07.12.2017 | Dynamo Kijów 4 – 1 FK Partizan                 | 5 (2 + 3)  |           | 1 (1 + 0) |
| Razem:               | Razem:     | 34                                             | 162        | 11        | 8         |